# Protosphaerion loreum
Protosphaerion loreum là một loài bọ cánh cứng trong họ Cerambycidae.